# Walckenaeria fusciceps
Walckenaeria fusciceps là một loài nhện trong họ Linyphiidae. Loài này phân bố ở Canada.